# Галерея Бивербрук
Галерея Бивербрук (англ. Beaverbrook Art Gallery) — небольшая художественная галерея в городе Фредериктон (провинция Нью-Брансуик, Канада). Галерея расположена на юго-западном берегу реки Сент-Джон, напротив Законодательного собрания провинции.

## Коллекция

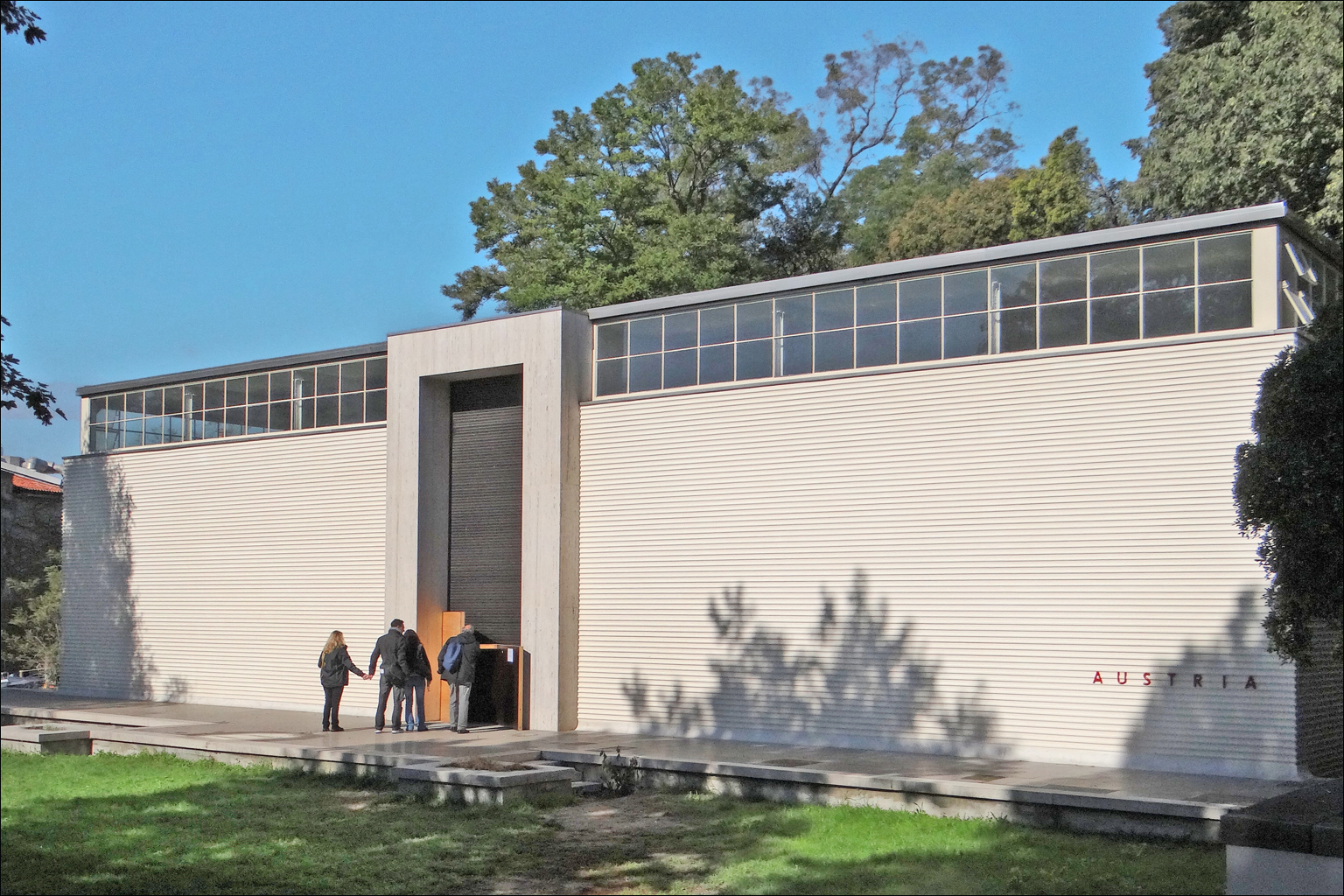
Австрийский павильон

Несмотря на небольшие размеры галерея получила всемирную известность благодаря своей выдающейся коллекции картин британских мастеров от елизаветинской эпохи до современности, включая картины Томаса Гейнсборо, Джошуа Рейнольдса, Уильяма Тернера и Джона Констебла.
Современное британское искусство представлено работами Стэнли Спенсера, Уолтера Ричарда Сикерта и Грэхема Сазерленда,  в том числе его подготовительными эскизами к  знаменитому «Портрету Уинстона Черчилля». Искусствоведы считают, что фонды галереи включают до 50 набросков к этому портрету, а также его ранний вариант-эскиз, на котором политик изображён в мантии кавалера Ордена Подвязки. Оригинал окончательного варианта считается уничтоженным супругой политика.
Галерея располагает обширной коллекцией картин канадского пейзажиста и мастера жанровой живописи XIX века Корнелиуса Кригхоффа (1815—1872), которая находится в постоянной экспозиции. В постоянной экспозиции также картины художников, входящих в Группу семи, Эмили Карр и Дэвида Милна, а также других канадских художников XX века — Поля-Эмиля Бордюа, Жана-Поля Риопеля, Джека Буша и Джона Бойла.
Пейзажи Нью-Брансуика, акварели и рисунки таких художников, как Энтони Флауер (1792-1875), Джордж Т. Тейлор (1838-1913) и Джордж Нельсон Смит (1789-1854) являются важной частью коллекции канадской живописи XIX века. В собрании представлены также работы канадского импрессиониста Джеймса Уилсона Морриса (1865-1924).
Галерея имеет прекрасную коллекцию картин позднего Возрождения, европейской мебели, предметов декоративно-прикладного искусства, гобеленов и английского фарфора XVIII—XIX веков

## История
Галерея основана в 1959 году газетным магнатом и политиком лордом Бивербруком в качестве подарка своей родной провинции, в которой он провёл детство. 
Здание галереи построено из известняка, гранита и мрамора. Новое восточное крыло галереи достроено в 1983 году. В коллекции музея находится около трёх тысяч работ. В настоящее время при увеличении собрания приоритетом пользуются работы современных художников и скульпторов Нью-Брансуика